# ICD-10 第二章：肿瘤
ICD-10 第二章：肿瘤，为WHO规定的各类已发现的肿瘤。

## 受控词表

### 恶性肿瘤（C00-C97）
恶性肿瘤（C00-C97）

#### 淋巴、造血和相关组织之外特定部位的认定或假定主要的恶性肿瘤

##### 唇、口腔和咽喉的恶性肿瘤
- (C00)  唇的恶性肿瘤（唇癌）
  - (C00.0)  上唇恶性肿瘤
  - (C00.1)  下唇恶性肿瘤
  - (C00.2)  外唇恶性肿瘤
  - (C00.3)  上唇口腔面恶性肿瘤
  - (C00.3)  上唇颊侧面恶性肿瘤
  - (C00.3)  上唇系带恶性肿瘤
  - (C00.3)  上唇粘膜恶性肿瘤
  - (C00.4)  下唇口腔面恶性肿瘤
  - (C00.4)  下唇颊侧面恶性肿瘤
  - (C00.4)  下唇系带恶性肿瘤
  - (C00.4)  下唇粘膜恶性肿瘤
  - (C00.5)  唇口腔面恶性肿瘤
  - (C00.5)  唇部颊侧面恶性肿瘤
  - (C00.5)  唇系带恶性肿瘤
  - (C00.5)  唇部粘膜恶性肿瘤
  - (C00.6)  唇联合恶性肿瘤
  - (C00.8)  唇交搭跨越的恶性肿瘤
  - (C00.9)  非典型唇恶性肿瘤

- (C01) 舌根的恶性肿瘤（舌岩）
  - (C01.X)  舌根恶性肿瘤
  - (C01.X)  舌后三分之一恶性肿瘤

- (C02)  舌其他和非特定部分的恶性肿瘤
  - (C02.0)  舌背面恶性肿瘤
  - (C02.0)  舌前三分之二背面恶性肿瘤
  - (C02.1)  舌尖及侧缘的恶性肿瘤
  - (C02.1)  舌缘恶性肿瘤
  - (C02.2)  舌腹面恶性肿瘤
  - (C02.2)  舌前三分之二腹面恶性肿瘤
  - (C02.2)  舌系带恶性肿瘤
  - (C02.3) 舌活动部分恶性肿瘤
  - (C02.3) 舌中三分之一恶性肿瘤
  - (C02.4) 舌扁桃体恶性肿瘤
  - (C02.8) 舌交搭跨越的恶性肿瘤
  - (C02.9) 非典型舌恶性肿瘤

- (C03)  牙龈的恶性肿瘤
- (C04)  口底的恶性肿瘤
- (C05) 下颚的恶性肿瘤（下颚癌）
- (C06)  口其他和非特定部分的恶性肿瘤
- (C07)  腮腺的恶性肿瘤
- (C08)  其他和非特定主要唾液腺的恶性肿瘤
- (C09)  扁桃体的恶性肿瘤
- (C10)  口咽的恶性肿瘤
- (C11)  鼻咽的恶性肿瘤（鼻咽癌）
- (C12) 梨状窝的恶性肿瘤
- (C13) 下咽的恶性肿瘤
- (C14) 唇、口腔和咽中其他和不明确部位的恶性肿瘤

##### 消化器官的恶性肿瘤
- (C15) 食道的恶性肿瘤（食道癌）
- (C16) 胃的恶性肿瘤（胃癌）
- (C17) 小腸的恶性肿瘤（小肠癌）
- (C18) 結腸的恶性肿瘤（结肠癌）
- (C19) 直腸乙狀結腸連接的恶性肿瘤
- (C20) 直腸的恶性肿瘤（大腸癌）
- (C21) 肛門和肛門管的恶性肿瘤
- (C22) 肝和肝内胆管的恶性肿瘤（肝癌）
- (C23) 膽囊的恶性肿瘤（胆癌）
- (C24) 其他和未明示部位的膽道之恶性肿瘤
  - 贲门癌
  - 胃腸道基質腫瘤
- (C25) 胰臟的恶性肿瘤（胰腺癌）
- (C26) 其他及分界不明的消化器官恶性肿瘤

##### 呼吸和胸內器官的恶性肿瘤
- (C30) 鼻腔和中耳的恶性肿瘤（鼻癌、耳癌）
- (C31) 副竇的恶性肿瘤
- (C32) 喉的恶性肿瘤（喉癌）
- (C33) 氣管的恶性肿瘤
- (C34) 支氣管和肺的恶性肿瘤（肺癌、肺腺癌）
- (C37) 胸腺的恶性肿瘤
- (C38) 心臟、中隔和胸膜的恶性肿瘤
- (C39) 呼吸系统和胸內器官中其他及分界不明部位的恶性肿瘤

##### 骨和關節軟骨的惡性肿瘤
- (C40) 四肢骨和關節軟骨的惡性肿瘤
- (C41) 其他和未明示部位之骨和關節軟骨的恶性肿瘤
  - 多發性骨髓瘤

##### 黑色素瘤和其他皮膚的惡性肿瘤
- (C43)  皮膚的惡性黑色素瘤
- (C44)  其他皮膚的惡性肿瘤

##### 間皮和軟組織的惡性肿瘤
- (C45)  間皮瘤
- (C46) 卡波西氏肉瘤
- (C47) 周邊神經和自主神经系统的惡性肿瘤
- (C48)  腹膜后腔和腹膜的惡性肿瘤
- (C49)  其他连接和軟組織的惡性肿瘤

##### 乳房的惡性肿瘤
- (C50)  乳房的惡性肿瘤（乳腺癌）

##### 女性生殖器官的惡性肿瘤
- (C51) 外陰的惡性肿瘤
- (C52) 陰道的惡性肿瘤
- (C53) 子宮頸的惡性肿瘤（子宮頸癌）
- (C54) 子宮體的惡性肿瘤
- (C55) 子宮未明示部位的惡性肿瘤
- (C56) 卵巢的惡性肿瘤（卵巢癌）
- (C57) 其他和未明示之女性生殖器官的惡性肿瘤
- (C58) 胎盤的惡性肿瘤

##### 男性生殖器官的惡性肿瘤
- (C60) 陰莖的惡性肿瘤（陰莖癌）
- (C61) 攝護腺的惡性肿瘤
- (C62) 睾丸的惡性肿瘤（睾丸癌）
- (C63) 其他和未明示之男性生殖器官的惡性肿瘤
  - 前列腺癌

##### 泌尿道的惡性肿瘤
- (C64) 腎的惡性肿瘤（不含腎盂）
- (C65) 腎盂的惡性肿瘤（肾癌）
- (C66) 輸尿管的惡性肿瘤
- (C67) 膀胱的惡性肿瘤（膀胱癌）
- (C68) 其他和未明示之泌尿器官的惡性肿瘤

##### 眼、腦、中枢神经系统其他部分的惡性肿瘤
- (C69) 眼和眼附件的惡性肿瘤
  - 视网膜母细胞瘤
- (C70) 腦膜的惡性肿瘤（脑膜癌）
- (C71)  腦的惡性肿瘤（脑癌、脑肿瘤）
- (C72)  脊髓、腦神經、中樞神經系統其他部份的惡性肿瘤

##### 甲狀腺、其他內分泌腺的惡性肿瘤
- (C73)  甲狀腺的惡性肿瘤（甲状腺癌）
- (C74)  腎上腺的惡性肿瘤
- (C75)  其他內分泌腺和相关结构的惡性肿瘤
  - (C75.0)  副甲狀腺
  - (C75.1)  脑垂体腺
  - (C75.2) 顱咽管
  - (C75.3)  松果體
  - (C75.4)  頸動脈體
  - (C75.5) 主动脉体及其他副神經節
  - (C75.8)  未明示之多腺體牵连
  - (C75.9) 未明示之內分泌腺

#### 不明确的、继发的和未特指部位的恶性肿瘤
- (C76)  其他和不明确部位的恶性肿瘤
- (C77)  淋巴結淋巴结继发性和未特指的恶性肿瘤
- (C78)  呼吸和消化器官的继发性惡性肿瘤
- (C79)  其他部位的继发性惡性肿瘤
- (C80)  未明示部位的惡性腫瘤

#### 淋巴、造血和有关组织的恶性肿瘤
淋巴、造血和有关组织的恶性肿瘤 (C81-C96)
- (C81) 霍奇金氏病
- (C82) 滤泡性非霍奇金淋巴瘤
- (C83) 弥漫性非霍奇金淋巴瘤
- (C84) 周围和皮的T细胞淋巴瘤
- (C85) 非霍奇金淋巴瘤的其他和未特指类型
- (C88) 恶性免疫增生性疾病

- (C90) 多发性骨髓瘤和恶性浆细胞肿瘤
  - (C90.0)多发性骨髓瘤（卡勒病）
  - (C90.0)浆细胞性骨髓瘤
  - (C90.0)骨髓瘤肾病
  - (C90.0)骨髓瘤病
  - (C90.1) 浆细胞性白血病
  - (C90.2) 非典型浆细胞瘤
  - (C90.2) 单骨性浆细胞性骨髓瘤
  - (C90.2) 孤立性骨髓瘤
  - (C90.2) 恶性浆细胞瘤
  - (C90.2) 浆细胞肉瘤

- (C91) 淋巴样白血病
  - (C91.0) 急性淋巴细胞性白血病
  - (C91.0) 急性淋巴细胞性白血病L1型
  - (C91.0) 急性淋巴细胞性白血病L2型
  - (C91.0) 急性淋巴细胞性白血病L3型
  - (C91.0) 急性淋巴细胞性白血病转换型慢性粒细胞性白血病
  - (C91.1) 慢性淋巴细胞性白血病
  - (C91.2) 亚急性淋巴细胞性白血病
  - (C91.3) 幼淋巴细胞性白血病
  - (C91.4) 毛细胞性白血病
  - (C91.4) 多毛细胞性白血病
  - (C91.4) 白血病性网状内皮细胞增多症
  - (C91.5) 成人T细胞白血病
  - (C91.7) 非白血性淋巴细胞性白血病
  - (C91.7) 其他淋巴样白血病
  - (C91.9) 非典型淋巴细胞性白血病

- (C92)髓样白血病
  - (C92.0) 急性粒细胞性白血病（M1未分化型）
  - (C92.0) 急性粒细胞性白血病（M2型）
  - (C92.1) 慢性粒细胞性白血病
  - (C92.1) 急变期慢性粒细胞性白血病
  - (C92.1) 慢性中性粒细胞性白血病
  - (C92.1) 慢性髓样白血病
  - (C92.2) 亚急性粒细胞性白血病

- (C93)单核细胞性白血病
- (C94) 特指细胞类型的其他白血病
- (C95) 非特指细胞类型的其他白血病
- (C96) 其他和未特指的淋巴、造血和有关组织的恶性肿瘤
- (C97)独立的多个部位的(原发性)恶性肿瘤

#### 其他恶性肿瘤 (C97)
- (C97) 独立的多个部位的、原发性恶性肿瘤

### 原位肿瘤 （D00-D09）
原位肿瘤 （D00-D09）
- D00，口腔、食管和胃部原位癌
排除：
 原位黑素瘤（D03.-）
  - D00.0 唇、口腔和咽部
杓状会厌皱壁： 
 .NOS 
 .咽下位 
 .缘带 
 唇红边
 排除： 
 杓状会厌皱壁，喉部（D02.0）
 会厌：
 .NOS（D02.0） 
 .舌骨上（D02.0） 
 唇部皮肤（D03.0,D04.0）
  - D00.1 食管
  - D00.2 胃
- D01，其它和未特指的消化器官原位癌
排除：
 原位黑素瘤（D03.-）
  - D01.0 结肠
排除： 
 直肠乙状结肠连接处（D01.1）
  - D01.1 直肠乙状结肠连接处
  - D01.2 直肠
  - D01.3 肛门和肛道
排除： 
 肛门：
边缘（D03.5,D04.5） 
 皮肤（D03.5,D04.5） 
 肛周皮肤（D03.5,D04.5）
  - D01.4 肠道其它和未特指的部分
排除： 
 肝胰管（Vater）壶腹（D01.5）
  - D01.5 肝、胆囊和胆管
肝胰管壶腹
  - D01.7 其它特指的消化器官
胰腺
  - D01.9 未明确的消化器官
- D02，中耳和呼吸系统原位癌
排除：
 原位黑素瘤（D03.-）
  - D02.0 喉
杓状会厌皱壁，喉部
 会厌（舌骨上）
 排除： 
 杓状会厌皱壁：
 .NOS（D00.0） 
 .咽下部位（D00.0） 
 .缘带（D00.0）
  - D02.1 气管
  - D02.2 支气管和肺
  - D02.3 呼吸系统的其它部分
副鼻窦
 中耳
 鼻腔
 排除： 
 耳（外耳）（皮肤）（D03.2,D04.2）
 鼻:
 .NOS（D09.7）
 .皮肤（D03.3,D04.3）
  - D02.4 未明确的呼吸系统
- D03，原位黑素瘤
包括：
 形态学编码M872-M879同行为编码/2
  - D03.0 唇部原位黑素瘤
  - D03.1 眼睑原位黑素瘤，包括眼角。
  - D03.2 耳和外耳道原位黑素瘤
  - D03.3 其它和未明确的面部原位黑素瘤
  - D03.4 头皮和颈部原位黑素瘤
  - D03.5 躯干原位黑素瘤
肛门：
边缘 
皮肤 
 乳房（皮肤）（软组织） 
 肛周皮肤
  - D03.6 上肢原位黑素瘤，包括肩部
  - D03.7 下肢原位黑素瘤，包括臀部
  - D03.8 其它部位原位黑素瘤
  - D03.9 未明确的原位黑素瘤
- D04，皮肤原位癌
排除：
 红斑增生病（阴茎）NOS（D07.4）
 原位黑素瘤（D03.-）
  - D04.0 唇部皮肤
排除： 
 唇红边（D00.0）
  - D04.1 眼睑皮肤，包括眼角。
  - D04.2 耳和外耳道皮肤
  - D04.3 其它和未明确的面部皮肤
  - D04.4 头皮和颈部皮肤
  - D04.5 躯干皮肤
肛门：
 .边缘 
 .皮肤 
 肛周皮肤 
 乳房皮肤 
 排除：
 肛门 NOS（D01.3） 
 生殖器皮肤（D07.-）
  - D04.6 上肢皮肤，包括肩部。
  - D04.7 下肢皮肤，包括臀部。
  - D04.8 其它部位的皮肤
  - D04.9 未明确的皮肤
- D05，乳房原位癌
排除：
 乳房皮肤原位癌（D04.5）
 乳房原位黑素瘤（皮肤）（D03.5）
  - D05.0 小叶原位癌
  - D05.1 导管内原位癌
  - D05.7 其它乳房原位癌
  - D05.9 未明确的乳房原位癌
- D06，子宫颈原位癌
包括：
 子宫颈上皮内瘤形成 ［CIN］ ，第三级，有或没有提及严重的发育异常

排除：
 子宫颈原位黑素瘤（D03.5） 
 子宫颈严重发育异常 NOS（N87.2）
  - D06.0 宫颈内膜
  - D06.1 宫颈外膜
  - D06.7 宫颈其它部分
  - D06.9 未明确的子宫颈
- D07，其它和未特指的生殖器官原位癌
排除：
 原位黑素瘤（D03.5）
  - D07.0 子宫内膜
  - D07.1 外阴
外阴上皮内癌变 ［VIN］ ，第三级，有或没有提及严重的发育异常。 
 排除： 
 外阴严重发育异常 NOS（N90.2）
  - D07.2 阴道
阴道上皮内癌变 ［VAIN］ ，第三级，有或没有提及严重的发育异常。 
 排除： 
 阴道严重发育异常 NOS（N89.2）
  - D07.3 其它和未明确的女性生殖器官
  - D07.4 阴茎
红斑增生病 NOS
  - D07.5 前列腺
  - D07.6 其它和未明确的男性生殖器官
- D09，其它和未特指部位的原位癌
排除：
 原位黑素瘤（D03.-）
  - D09.0 膀胱
  - D09.1 其它和未明确的泌尿器官
  - D09.2 眼
排除： 
 眼睑皮肤（D04.1）
  - D09.3 甲状腺和其它内分泌腺
排除： 
 内分泌胰腺（D01.7） 
 卵巢（D07.3） 
 睾丸（D07.6）
  - D09.7 其它特指部位的原位癌
  - D09.9 未明确的原位癌

### 良性肿瘤 （D10-D36）
良性肿瘤 （D10-D36）

### 动态未定或动态未知的肿瘤（D37-D48）
动态未定或动态未知的肿瘤（D37-D48）